# Chae Hom (huyện)
Chae Hom (tiếng Thái: แจ้ห่ม) là một huyện (amphoe) của tỉnh Lampang, miền bắc Thái Lan.

## Địa lý
Các huyện giáp ranh (từ phía bắc theo chiều kim đồng hồ): Wang Nuea, Ngao, Mae Mo, Mueang Lampang và Mueang Pan của tỉnh Lampang.

## Hành chính
Huyện này được chia ra thành 7 phó huyện (tambon), các đơn vị này lại được chia thành 58 làng (muban). Chae Hom là một thị trấn (thesaban tambon) nằm trên một phần của tambon Chae Hom. Có 7 Tổ chức hành chính tambon.
| STT. | Tên           | Tên Thái | Số làng | Dân số |  |
| ---- | ------------- | -------- | ------- | ------ |  |
| 1.   | Chae Hom      | แจ้ห่ม     | 10      | 8.903  |  |
| 2.   | Ban Sa        | บ้านสา    | 7       | 5.299  |  |
| 3.   | Pong Don      | ปงดอน    | 8       | 5.188  |  |
| 4.   | Mae Suk       | แม่สุก     | 11      | 7.400  |  |
| 5.   | Mueang Mai    | เมืองมาย  | 5       | 3.332  |  |
| 6.   | Thung Phueng  | ทุ่งผึ้ง     | 6       | 4.121  |  |
| 7.   | Wichet Nakhon | วิเชตนคร  | 11      | 8.214  |  |